# John McDouall Stuart
John McDouall Stuart (7. září 1815 – 5. června 1866) byl skotský objevitel a jeden z nejvýznamnějších průzkumníků australského vnitrozemí.
Stuart vedl první úspěšnou expedici napříč australským vnitrozemím od jihu na sever a zpět. Byl první, kdo vyšel z výchozího bodu v Jižní Austrálii a dosáhl toho přes mizivou podporu jihoaustralské vlády. Jeho zkušenosti a péče, kterou věnoval svému týmu, měla za výsledek, že nikdy nepřišel o jediného muže navzdory tvrdým podmínkám, kterým musel čelit.
Výsledkem Stuartových výzkumů bylo zřízení pozemní telegrafní trasy napříč Austrálií z Port Augusty do Darwinu, která byla nazvána na jeho počest Stuart Highway.

## Mládí

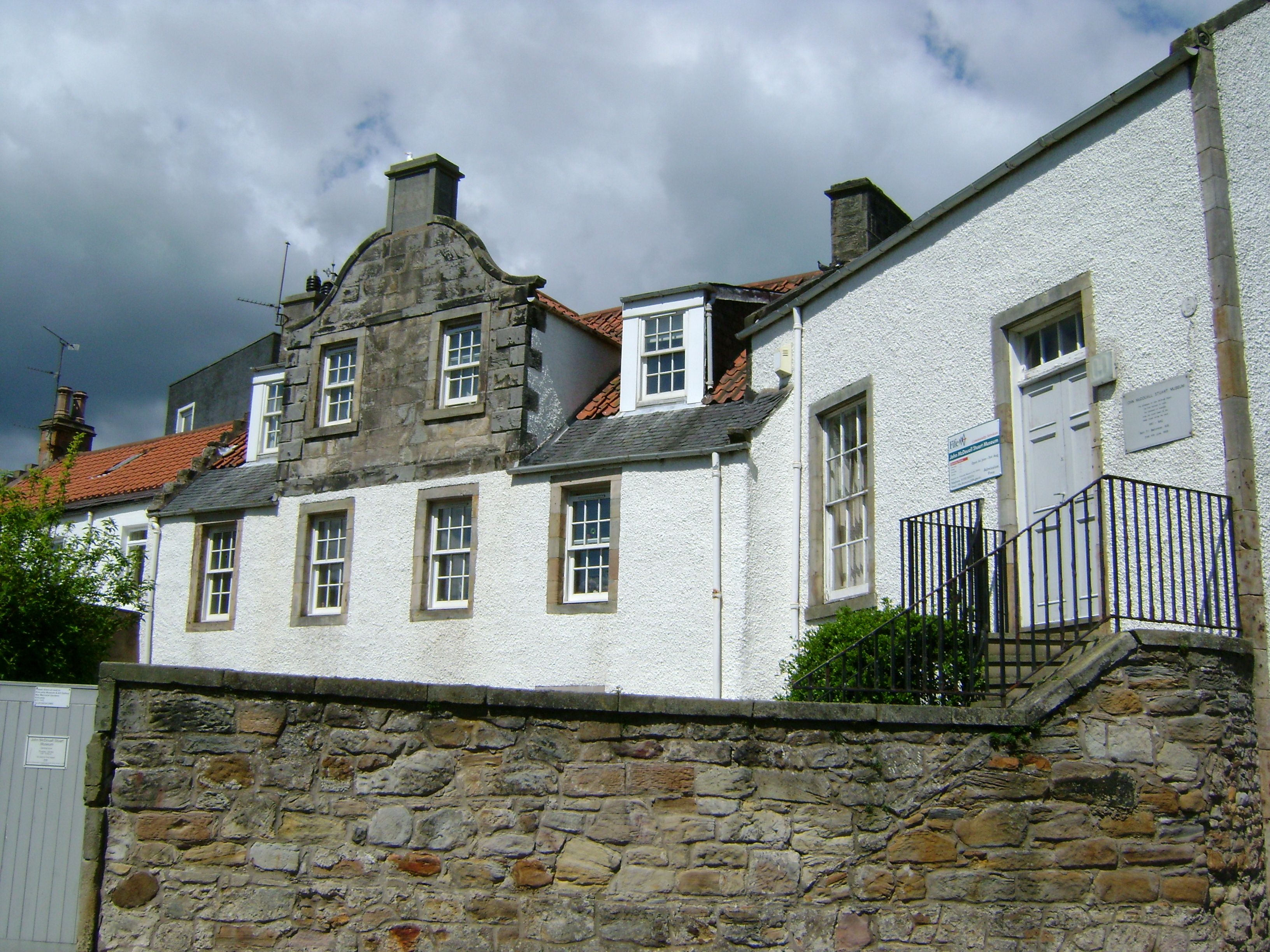
Stuartovo místo narození v Dysartu

Narodil se ve Skotsku v Dysartu v hrabství Fife jako nejmladší z devíti dětí. Jeho otec byl penzionovaný armádní kapitán, který v té době sloužil jako celní úředník. Stuartovi rodiče zemřeli ještě v průběhu jeho mládí a tak se dostal do péče příbuzných. Absolvoval Skotskou námořní a vojenskou akademii jako stavební inženýr těsně před tím, než ve věku 23 let emigroval do Austrálie. John byl štíhlý mladík křehké konzistence vysoký jen 168 cm a nevážící víc než 54 kg.
V lednu 1839 přijel do teprve tři roky staré hraničářské kolonie v Jižní Austrálii, která byla v té době jen něco víc, než osamělá základna přeplněná stany a dřevěnými chýšemi s hliněnou podlahou. Brzy našel místo u zeměměřičské služby nové kolonie a vyměřoval v polopouštním kraji pozemky pro nové usedlíky a horníky. Později se stal členem lóže Svobodných zednářů.

## Chráněnec Charlese Sturta

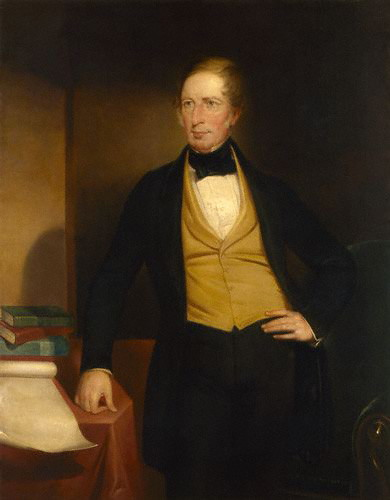
Kapitán Charles Sturt zpodobněn J. M. Crosslandem

Stuartův nadřízený byl proslulý výzkumník kapitán Charles Sturt, v té době šéf zeměměřičské služby Jižní Austrálie, který se proslavil vyřešením tajemství řek tekoucích do vnitrozemí Nového Jižního Walesu tím, že postupoval podél řeky Darling, kterou prozkoumal v celé délce od Murrumbidgee až k moři. Stuart vydržel u zeměměřičské služby do roku 1842 a pak začal pracovat v pohoří Mount Lofty Ranges jako soukromý zeměměřič a chovatel.
V roce 1844 se kapitán Sturt vydal na expedici do pouštního vnitrozemí a angažoval Stuarta jako kresliče. Sturtova expedice se přes obrovské těžkosti dostala dál na sever, než všechny předchozí. Ovšem místo vytouženého vnitrozemského moře objevila dvě nejobávanější pouštní oblasti Austrálie – Sturtovu kamenitou poušť a Simpsonovu poušť. Poté, co druhý velitel expedice James Poole zemřel na kurděje, Sturt jmenoval Stuarta na jeho místo. Oba muži silně trpící kurdějemi sice přežili a vrátili se do Adelaide, ale Sturt se už nikdy pořádně neuzdravil a brzy se vrátil do Anglie. I mladší Stuart nebyl celý rok schopen pracovat ani cestovat.
Stuart se vrátil ke svému povolání soukromého zeměměřiče a trávil stále více času v odlehlých oblastech. Na několik let se přestěhoval do Port Lincolnu a potom se vrátil do severní části Flindersova pohoří, kde pracoval pro bohaté chovatele dobytka William Finkeho, Jamese Chamberse a Johna Chamberse. Při tom také hledal nerosty a zkoumal možnosti nové pastvy.
Údajně byl také v květnu a červnu 1857 členem expedice Stephena Hacka hledající pastviny na sever a západ od zálivu Streaky a také soukromé expedice k jezeru Gairdner s Anthony Forsterem ( pozdějším vydavatelem časopisu The Register) v roce 1858.

## První výprava

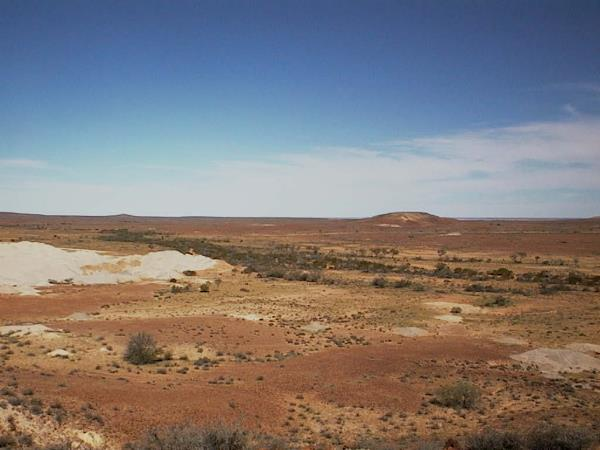
Stuart Creek s jezerem Torrens v pozadí

S finančním zabezpečením Williama Finkeho se 14. května 1858 Stuart vydal na první ze svých šesti hlavních výprav. Jeho cílem bylo hledat nerosty v kraji, kterému Aboroginci říkají Wingillpinin a nové pastviny v severozápadní části Jižní Austrálie. Stuart vyšel z farmy Johna Chamberse Oratunga a jako společníky s sebou vzal dva Chambersovy zaměstnance (bělocha jménem Forster a jednoho mladého Aborigince), půl tuctu koní, zásoby na šest týdnů, kapesní kompas a hodinky. Tím vším ho vybavil Chambers. Od Flindersova pohoří se Stuart vydal na západ, z jihu obešel jezero Torrens a pokračoval dále podél severního břehu jezera. Našel izolovaný řetězec polovyschlých tůněk, které nazval Chambers Creek a které se dnes jmenují Stuart Creek. Později nabyly až životní důležitosti jako pravidelná zastávka výprav do vyschlého středu světadílu.
Při pokračování na severozápad se dostal do blízkosti pozdějšího Coober Pedy (aniž se kdy dozvěděl, že pod jeho nohama byla fantastická naleziště opálů). Ale docházející zásoba potravin a chybějící pastva pro koně ho donutily vrátit se zpět a zamířit k 500 kilometrů vzdálenému moři. Obtížná cesta podél okraje Velké Viktoriiny pouště dovedla Stuarta k pobřeží do Miller's Water (v blízkosti nynější Ceduny) a odtud se po čtyřech měsících a 2400 kilometrech vrátil zpátky do civilizace . Díky této výpravě se Stuart stal známý a byl za ni oceněn zlatými hodinkami od Royal Geographical Society.

## Druhá výprava
Brzy po návratu z první výpravy požádal o nájem pastvin u Chambers Creek. Jako objevitel měl sice určité právo na pronájem, ale dělal si nároky na větší plochu, než měl. Jako ústupek při vyjednávání se Stuart nabídl, že oblast sám prozkoumá. V dubnu 1859 vyrazil se skupinou tří mužů a 15 koní, které získal díky podpoře a důvěře Richarda Gravese MacDonnella, guvernéra Jižní Austrálie, který sám byl vášnivý výzkumník a objevitel. Když dokončil průzkum Chambers Creek, vydal se Stuart znovu na sever s cílem dosáhnout hranice mezi Jižní Austrálií a nynějším Severním teritoriem (které v té době bylo ještě součástí Nového Jižního Walesu). Přestože byli dobře zásobeni a měli dostatek vody, obrátila se výprava zpět asi 100 km od hranice, protože jim došly koňské podkovy (které byly v této pouštní kamenité oblasti životně důležité). Nicméně Stuart našel další spolehlivý vodní zdroj pro budoucí výpravy: "krásný pramen" napájený z tehdy neznámé Velké artéské pánve (angl. Great Artesian Basin). Napsal o něm: Pojmenoval jsem ji "Pramen naděje". Je sice trochu brakický, ale nikoliv slaný, spíše zásaditý s chutí po zažívací sodě a vytéká z něj pořádný proud vody. Už jsem přežil na mnohem horší vodě: pro mne má ten nejvyšší význam a pojišťuje mi cestu zpět. Mohu odtud dojít do Adelaide v kterékoli roční době i období. Vrátil se v červenci a vyprávěl o "překrásné zemi" a mimořádně nadšeně popisoval krajinu, která je teď sotva schopna uživit trochu dobytka.
(Dějiny Austrálie obecně, a Jižní Austrálie obzvláště, poskytují mnoho podobných příkladů počátečního optimismu, který se nakonec ukázal neopodstatněný. Objevitelé a první usedlíci měli často možnost navštívit oblast zrovna ve zvlášť příznivém období a v důsledku toho se domnívali, že se zde dají pěstovat ovce, dobytek nebo i obilí. Nevyhnutelný návrat k obvyklému počasí mívalo za následek zklamání a bankrot farmáře a také poničení tenké a křehké svrchní vrstvy půdy. Farmáři, kteří se usadili ve Flindersově pohoří v úrodných obdobích kolem roku 1870 byli nuceni hromadně opustit své nové pozemky během sucha po roce 1880.)

## Třetí výprava

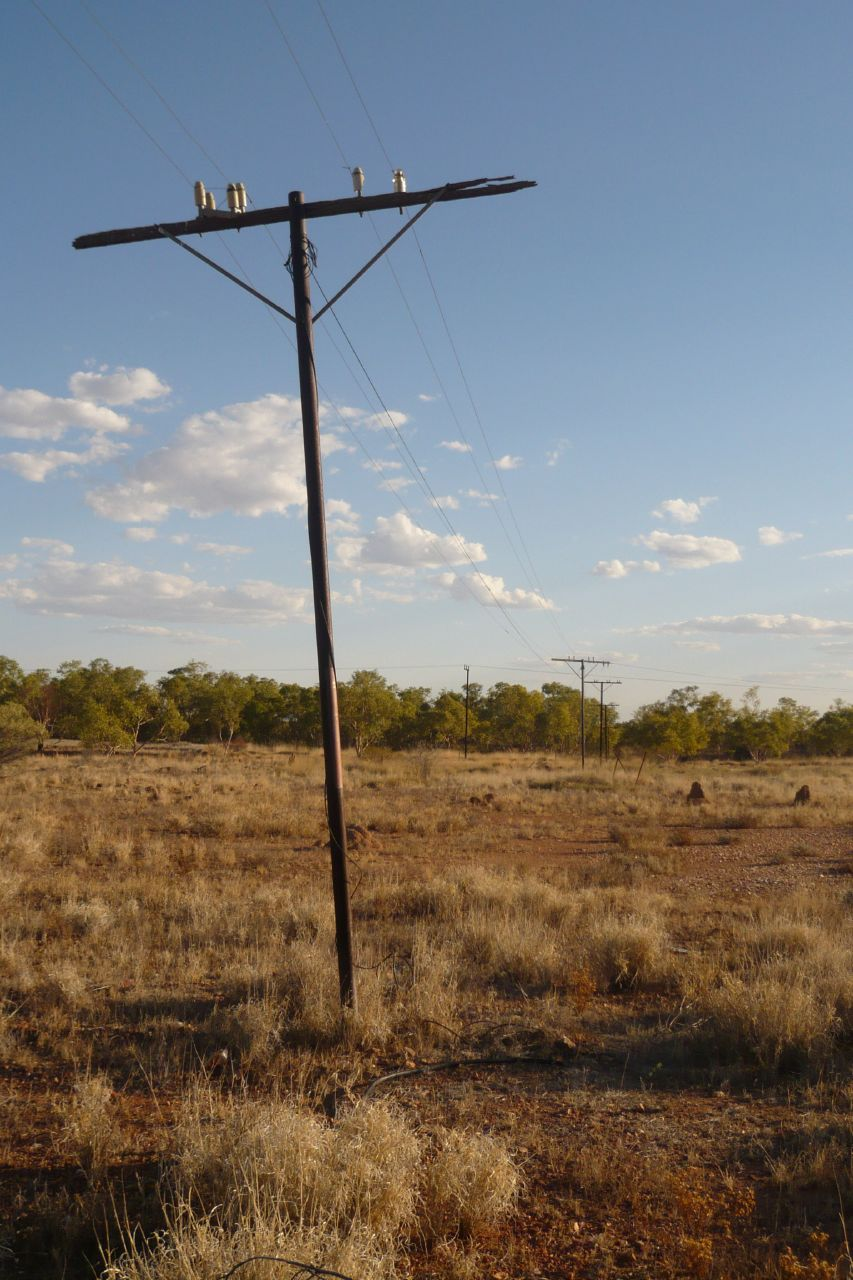
Telegrafní vedení v Tennant Creek na lince Adelaide-Darwin

V té době v Austrálii vrcholila objevitelská horečka, k čemuž přispělo několik okolností. "Doma" (jak Australané stále nazývali Británii) byla pozornost veřejnosti soustředěna na hledání pramenů Nilu, v kterém soutěžily výpravy Spekeho, Burtona a Bakera a všechny si nárokovaly pocty za jeho objevení. Stejně jako vnitrozemská Afrika tvořilo vnitrozemí Austrálie nepříjemnou bílou skvrnu na mapě a přestože dlouhodobé sny o úrodném vnitrozemí už vyprchaly, existovala stále intenzivní poptávka přejít celý kontinent. Bylo by to jakési vyvrcholení doby hrdinských objevů.
Kromě toho se objevil ještě jeden aspekt – telegraf. Byl sice vynalezen jen o několik desetiletí dříve, ale technika se rychle vyvíjela a globální síť podmořských kabelů a pozemních sítí začínala dostávat tvar. Trasa z Anglie dospěla až do Indie a plánovalo se rozšířit ji až k hlavním populačním centrům Austrálie ve Victorii a Novém Jižním Walesu. Některé z kolonií soutěžily o to stát se konečnou stanicí telegrafu: Západní Austrálie a Nový Jižní Wales navrhovaly dlouhé vedení podmořskými kabely, ale Jižní Austrálie navrhovala použít nejkratší možnou podmořskou trasou přivést telegraf na pobřeží Horního Konce Austrálie. Odtud měla vést přes celý kontinent 3000 kilometrů na jih do Adelaide. Problém byl zřejmý: navržená trasa byla nejen daleko, ale i naprosto neobydlená evropskými osadníky.
A ke všemu ve stejné době připravovala bohatá konkurenční kolonie Victoria největší a nejštědřeji vybavenou výpravu v Australské historii – Výzkumná expedice státu Victoria vedená Robertem O'Hara Burkem. Vláda Jižní Austrálie nabídla odměnu 2000 liber kterékoliv osobě schopné přejít přes střed kontinentu a objevit vhodnou trasu pro telegrafní vedení z Adelaide na severní pobřeží. Stuartovi přátelé a sponzoři James a John Chambersovi a Finke požádali vládu o 1000 liber na vybavení výpravy vedené Stuartem. Vláda Jižní Austrálie to ovšem ignorovala a místo toho sponzorovala výpravu vedenou Alexanderem Tolmerem, která dopadla poměrně bídně a nedostala se ani za již obydlené oblasti.
Mezitím se Stuart zapletl do dalšího problému. Na část pozemků, které objevil při své druhé cestě a na které si činil nárok v oblasti Chambers Creek, si činili nároky i lidé, kteří byli nalákáni do oblasti zprávami z jeho první cesty. Stuart se proto sem potřeboval vrátit a znovu si přeměřit své pozemky. V srpnu 1859 odjel s malou skupinou z Adelaide a vyměřil si svoje pozemky a několik dalších jménem svých sponzorů. Jaro a léto strávil průzkumem oblasti západně od Eyreova jezera, kde našel nějaké další artéské prameny. Protože pracoval během největších letních veder, začal mít kvůli ostrému slunečnímu světlu problémy se zrakem. Nějakou dobu museli dokonce vydržet na polovičních dávkách potravy a v důsledku toho všichni muži až na jednoho odmítli opustit tábořiště a pokračovat. Stuart je proto raději poslal zpátky domů.
Zůstal s ním jediný druh, William Kekwick, kterého si vážil pro jeho nezdolnost. Obvykle organizoval zásobovací tábory, zatímco Stuart pátral vpředu. Kekwick se vrátil na jih pro zásoby a více mužů. Vrátil se s 13 koňmi, zásobami na tři měsíce ale jen s jediným mužem, Benjaminem Headem. Kekwick působil se Stuartem až do konce jeho výzkumů.

## Čtvrtá výprava
2. března 1860 vyrazili tři muži z Chambers Creek směrem do středu Austrálie. Stuart cestoval jako obyčejně na lehko, bral si s sebou pouze tolik, co mohl uvézt na několika nákladních koních. Podle Stuarta bylo tajemstvím úspěchu cestovat rychle a vyhnout se zpožděním a komplikacím, které s sebou nese rozsáhlý zásobovací doprovod.
Když se dostali do Neals Creeku (nynější Oodnadatta), poničil neočekávaný déšť většinu jejich zásob a tak pokračovali na polovičních dávkách, což bylo něco, s čím se Head, který začal výpravu jako tlouštík vážící dvakrát tolik než Stuart, jen těžko srovnával. Bylo stále těžší najít vodu, mezi cestovateli propukly kurděje a Stuarta začalo zlobit pravé oko. Nicméně začátkem dubna objevili řečiště, které Stuart nazval Finkeho řeka, podél které pokračovali na severozápad přes hranice Jižní Austrálie k MacDonnellovu pohoří, které 12. dubna 1860 pojmenovali po guvernérovi Jižní Austrálie siru Richardu Gravesi MacDonnellovi.
Podle Stuartových výpočtů se dostali 22. dubna 1860 do středu světadílu. Stuart tehdy napsal: Asi dvě míle na severoseverovýchod je vysoká hora, která je doufám střed kontinentu. Zítra tam postavím kamennou mohylu a vztyčím vlajku. Nazvu ji Mount Sturt podle skvělého a váženého velitele výpravy z let 1844–45 kapitána Sturta jako výraz vděku za laskavost, kterou mi poskytoval během této cesty. (Ve skutečnosti se hora stala známou jako Central Mount Stuart přímo po samém Stuartovi a ne po jeho starším rádci Sturtovi a také geografové ji již nepovažují za střed Austrálie. Nicméně její symbolická hodnota zůstala nadále živá.)
Výzkumníci nebyli schopni pokračovat dál na sever. Znovu je trápil nedostatek vody, Stuartovy kurděje se zhoršovaly, Head byl na své poloviční váze a pouze Kekwick byl schopen nějaké těžší práce. 22. května konečně zapršelo. Když teď měli k dispozici každý den vodu, začaly kilometry přibývat a v půli června se dostali k říčnímu korytu, které nazval Stuart Tennantův potok (nynější město Tennant Creek). Nejhorší část cesty byla za nimi a byli už pouhých 800 kilometrů od pobřeží.
Další postup z pobřeží dále se stal nemožný. Při čtyřdenním výletu na severozápad nenašli vůbec vodu a museli se stáhnout zpět. Dali koňům týden na rehabilitaci a pokusili se vydat přímo na sever. Našli další potok, který nazvali potok Útoku (Attack Creek), ale zastavily je husté křoviny. Na rozdíl od Aboriginců na jihu byl kmen Warramungů vyloženě nepřátelský a 26. června napadli tábor badatelů. Jeden ukradl podkovářskou rašpli (kterou ale Stuart získal zpět), další házeli bumerangy na koně a zapálili trávu kolem tábořiště. Stejně jako Sturt (a na rozdíl od jiných australských výzkumníků) vycházel Stuart dobře se všemi Aboriginci, se kterými se potkával. Ale s touto tlupou se nebyl schopen dohodnout a usoudil, že další pokračování v cestě by nebylo bezpečné. Té noci, kdy i neunavitelný Kekwick si stěžoval na vyčerpání, zanechali výzkumníci další cesty a neochotně se obrátili na jih.
Do Adelaide to měli 2400 kilometrů a všichni tři muži trpěli kurdějemi. Zásoby docházely, koně byli v mizerném stavu a země začala vysychat. I přesto skupina v časové tísni pokračovala obvyklým rychlým tempem. Do bezpečí Chambers Creek se dostali v srpnu. O několik dní dříve, 20. srpna 1860 konečně opustila Melbourne mnohem větší Burkeho a Willsova výprava.
Stuart se dostal do Adelaide v říjnu 1860. I když se mu jen o fous nepodařilo přejít celý světadíl, jeho nezměrné úsilí a určení středu kontinentu bylo stavěno na stejnou úroveň, jako Spekeho objevení pramenů Nilu. Stuart vyřešil to, o co se pokoušel kapitán Sturt před 15 roky – prozkoumat střed světadílu. Byl vyznamenán sponzorskou medailí Royal Geographical Society a stal se teprve druhou osobou, která ji spolu se zlatými hodinkami získala (první byl Dr. Livingstone). A konečně i vláda Jižní Austrálie opožděně uznala Stuartovy úspěchy.

## Pátá výprava
James Chambers navrhl Stuartovi a Kekwickovi, aby se vrátili na sever s vládním ozbrojeným doprovodem, který by jim pomohl vyhnout se problémům u Attack Creeku. Vláda se vykrucovala a hašteřila ohledně ceny, personálního obsazení a řízení výpravy, ale nakonec svolila poskytnout deset ozbrojených mužů a 2500 liber a pověřila Stuarta vedením. (Na rozdíl od této výpravy se zajištění Burkeho a Willsovy výpravy vyšplhalo na 9000 liber a ta se zatím dostala jen k řece Darling v Novém Jižním Walesu).
Stuart vyjel 1. ledna 1861 z Chambers Creek s tuctem mužů, 49 koňmi a zásobami na třicet týdnů. V Jižní Austrálii právě vrcholilo léto a byla to nejhorší možná doba na cestování. Stuart byl brzy nucen poslat dva muže a pět nejslabších koní zpět. Bylo extrémní vedro a skupina se často zpožďovala, zatímco Stuart hledal píci a vodu. 11. února, kdy Burkeho a Willsova výprava dosáhla Carpentarského zálivu, byli ještě v severní části Jižní Austrálie. Po mnoha problémech dosáhla Stuartova parta MacDonnellovo pohoří, ale teprve když nastaly silné deště, umožnilo jim to pokračovat k severu rychlejším tempem. K Attack Creeku se dostali 24. dubna 1861 a tentokrát se nesetkali s žádným nepřátelstvím Aboridžinců, kteří zmařili minulý pokus. Zhruba ve stejnou dobu a aniž cokoliv věděli o Stuartově skupině, dostali se Burke, Wills a King k základnímu táboru v Cooper Creeku, aby ho ale našli opuštěný. Čtvrtý člen jejich skupiny, Charles Gray byl již mrtvý. Wills a Burke také za několik dní zemřeli a zůstal pouze King, kterého udržela při životě jen péče místních domorodců.
Stuart měl v plánu putovat na severozápad a prozkoumat oblast Viktoriiny řeky (Victoria River), kterou zmapoval A. C. Gregory v roce 1858. Nechal hlavní část výpravy odpočívat a provedl v tomto směru sérii malých průzkumných cest, ale zastavily ho nepropustné křoviny a nedostatek vody. Po nezměrném úsilí našly průzkumné skupiny další vodní zdroj 80 kilometrů na sever a tak Stuart přesunul jádro výpravy tam. Během dalších dvou týdnů učinil Stuart další tři pokusy najít nějakou schůdnou cestu přes planiny na severozápad, ale nebyl úspěšný. Nakonec se proto rozhodl zamířit přímo na sever. Odměnou mu bylo nalezení "nádherného fláku vody" (150 metrů širokého a 7 kilometrů dlouhého jezera), který nazval "Newcastlovy vody" (Newcastle Waters) po jeho milosti vévodovi z Newcastlu, který byl tehdy ministrem pro kolonie.
Dalších pět týdnů tábořila výprava u Newcastle Waters, zatímco se Stuart snažil najít nějakou cestu na severovýchod, která by je zavedla k Victoria River a podél ní k moři. Místní Aboridžinci byli nepřátelští, kolem tábora zakládali ohně, plašili koně a Kekwick musel postavit ozbrojené stráže, které instruoval, aby pálily varovné výstřely, kdykoliv se přiblížili. Zásoby docházely a muži i koně byli ve špatném stavu. Takže 1. června 1861, přesně šest měsíců poté, co opustili Chambers Creek, nařídil Stuart návrat. V relativně příjemném chládku jižní zimy cestovali rychle a již v září se dostali do obydlených oblastí Jižní Austrálie.
Když se Stuart dověděl, že Burke a Wills jsou nezvěstní, okamžitě se nabídl, že se připojí k hledání. První záchranné týmy se ale už v té době vrátily s tím, že ne méně než 7 členů největší a nejlépe vybavené výpravy v dějinách Austrálie zahynulo.
Nadšení veřejnosti pro další výzkumy poněkud ochladlo. Přestože Stuart vykonal pět výprav do vyprahlého středu kontinentu a kromě posledních pár mil ho přešel, aniž ztratil jediného muže, vláda Jižní Austrálie se zpočátku zdráhala podpořit šestou výpravu. Nicméně možnost zajistit trasu pro pozemní telegrafní vedení přes světadíl byla přece jenom významný činitel. Vláda na poslední chvíli poskytla 2000 liber s tím, že s sebou vezme nějakého vědce. Ale hlavními soukromými sponzory výpravy byli stejně James a John Chambersovi a William Finke.

## Šestá výprava
Stuartova šestá výprava oficiálně vyrazila od domu James Chamberse v Severním Adelaide 23. října 1861. První zastávku, ještě než se dostali k městu Gawler způsobily problémy s koněm. Jeden se vzepjal na zadní a kopytem zasáhl Stuarta do spánku tak, že ztratil vědomí. Poté dupl na jeho pravou ruku, vykloubil dva prsty a strhl kůži a nehet na ukazováčku. Z počátku to dokonce vypadalo, že bude nezbytná amputace, ale nakonec Stuart a Waterhouse (přírodovědec přidělený vládou) dohnali o pět týdnů později zbytek skupiny na jedné farmě bratří Chambersů v Moolooloo. Nicméně Chambers Creek opustili až 8. ledna 1862. Skupina sestávala z 10 mužů a 71 koní. Benjamin Head, veterán čtvrté výpravy byl už příliš nemocný, než aby se mohl vydat s nimi. Skupina si užila pobyt u Newcastle Waters, kam se dostala 5. dubna a znovu tam měla konflikt s místními Aboridžinci. Odpočívali zde týden, zatímco Stuart vedl pátrací skupinu a hledal kvalitní zdroj vody, ke kterému by se hlavní těleso přesunulo. Další etapa nicméně přinesla dost těžkostí. Pětkrát se Stuart a jeho průzkumníci bezúspěšně snažili najít cestu k Victoria River. Nakonec zamířili přímo na sever místo na severozápad a odměnou jim byl řetězec vodních tůní, který je dovedl k Daly Waters, nějakých 150 kilometrů severně od Newcastle Waters.
Stuart učinil ještě poslední pokus dostat se k Victoria River, než zamířil na sever na Top End. 9. června se dostal do oblasti, která už byla zmapována a 1. července až k Mary River. 24. července 1862 Stuart dorazil na pláž v Chambersově zálivu (východně od dnešního Darwinu). On a jeho společníci tak přešli celý světadíl od jihu na sever.

## Jeho osobnost a poslední dny
Stuart byl malý šlachovitý mužík schopný vydržet strádání a posedlý urputným odhodláním, které přebíjelo jakoukoliv myšlenku na osobní pohodlí. Nebyl zrovna společenský, měl sice několik dobrých přátel, ale nejšťastnější byl daleko od hlučícího davu. Měl hustý temný vous a obvykle nosil ošoupané diftýnové kalhoty, staromódní dlouhý modrý kabát s mosaznými knoflíky a slaměný klobouk z palmových listů.
Léta těžkých podmínek spojených s podvýživou, kurdějemi, očním trachomem a jinými nemocemi způsobily, že ke konci života byl prakticky slepý. Na zpáteční cestě poslední výpravy (1861–1862) dlouhé 900 kilometrů byl již přepravován na nosítkách mezi dvěma koni a vlastně se už nikdy úplně neuzdravil. Ještě stačil připravit své deníky k publikování a vrátil se do Británie, kde o dva roky později zemřel. Je pohřben na hřbitově Kensal Green.

## Místa pojmenovaná po Johnu McDouall Stuartovi
Ač pojmenoval mnoho zeměpisných pojmů po svých přátelích, sponzorech a společnících, svým vlastním jménem docela šetřil. Central Mount Stuart, který považoval za střed Austrálie, původně nazval "Central Mount Sturt" na počest svého přítele Charlese Sturta.
Místa po něm pojmenovaná:
- McDouallův štít, Jižní Austrálie,
- Stuart Street, hlavní třída v Griffithu (předměstí Canberry),
- Stuartova dálnice,
- Stuart Park na předměstí Darwinu,
- Central Mount Stuart,
- Stuart Creek na severu Jižní Austrálie
- McDouall Stuart Avenue ve Whyalla Norrie, Jižní Austrálie
- Volební okrsek v Severních teritoriích
- Volební okrsek v Jižní Austrálii
- Město Stuart Range, které bylo přejmenováno na Coober Pedy a
- Město Stuart, které bylo přejmenováno v roce 1933 na Alice Springs.

Stuartova socha od Jamese Whitea je na Victoria Square v Adelaide a v Darwinu stojí socha a památník na oslavu jeho úspěchů.
V březnu 2010 zednářská lóže v Alice Springs nabídla jako dar městské radě Alice Springs postavení Stuartovy čtyřmetrové železobetonové sochy na upomínku 150. výročí jeho čtvrté expedice, kdy se dostal na místo později nazvané Alice Springs. Městská rada ale tento projekt zpochybnila s tím, že nápad postavit sochu bílého muže s puškou v oblasti, kde jsou vztahy mezi původním a přistěhovaným obyvatelstvem velice křehká záležitost, by mohl způsobit určité rozpory mezi místními občany. V Anglii je na domě v Campden Hill Square 9 v Kensingtonu v Londýně, kde žil a zemřel, umístěna modrá pamětní deska.